# Hyposoter calcaneus
Hyposoter calcaneus är en stekelart som först beskrevs av Gabriel Strobl 1904.  Hyposoter calcaneus ingår i släktet Hyposoter och familjen brokparasitsteklar. Inga underarter finns listade i Catalogue of Life.